# 살로몬 그룹

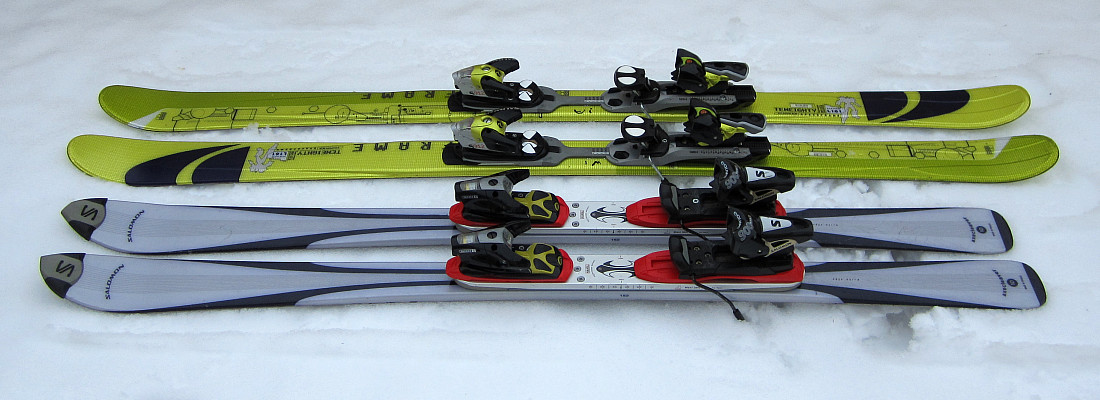
살로몬 스키: 1080 및 엑스클리버, 2016

살로몬 SAS(Salomon SAS)는 프랑스 안시에 본사를 둔 프랑스 스포츠 장비 제조업체이다. 1947년 프랑수아 살로몬이 프랑스 알프스 중심부에서 설립했으며 아웃도어 스포츠 장비의 주요 브랜드이다. 살로몬은 윌슨, 아토믹, 프리코, 아크테릭스 등과 함께 핀란드 소매 대기업인 에이머 스포츠 소유이다.

## 역사
살로몬은 1947년 프랑스 알프스 중심부의 안시에서 설립되었다. 프랑수아 살로몬은 아내와 아들 조르주만 데리고 작은 작업장에서 스키 엣지를 생산하며 회사를 시작했다. 조르주 살로몬은 회사를 인수하여 오늘날의 글로벌 아웃도어 스포츠 브랜드로 발전시킨 공로를 인정받고 있다.
살로몬 그룹은 1997년에 아디다스에 인수되었고 공식 명칭은 아디다스-살로몬 AG로 변경되었다. 인수에는 테일러메이드와 맥스플라이도 포함되었다. 아디다스는 이후 2005년에 회사를 에이머 스포츠에 매각했다.
76년 역사상 처음으로 살로몬은 밀라노 코르티나 2026 동계 올림픽 및 패럴림픽의 프리미엄 파트너가 되었다. 이 파트너십의 일환으로 살로몬은 기술 스태프, 심판, 자원봉사자, 올림픽 및 패럴림픽 성화 봉송 참가자들에게 의류, 신발 및 액세서리를 공급할 것이다.

## 운영
살로몬은 5개 대륙 40개국 이상에서 트레일 러닝, 하이킹, 등반, 모험경주, 스키, 스노보딩을 포함한 다양한 스포츠 시장을 위한 제품을 생산한다. 한때 인라인 스케이트를 제조하며 스키 부츠 기술을 전수했지만, 최근 몇 년 동안은 출시하지 않았다.
살로몬의 현재 CEO는 기욤 메이젠크이다. 살로몬은 헬싱키(핀란드)에 본사를 둔 에이머 스포츠의 일원이다. 살로몬의 미국 사업부는 유타주 오그던에 위치해 있다.
살로몬은 또한 골든 트레일 시리즈를 포함하여 전 세계의 많은 트레일 레이스를 후원하고 개최한다. 또한 스키, 트레일 러닝 및 아웃도어 세계의 운동선수, 장소 및 흥미로운 인물에 대한 영감을 주는 이야기를 전달하는 채널인 살로몬 TV를 운영한다.

## 제품

### 의류
재킷, 베이스 레이어, 반바지, 바지, 타이츠 등 남성, 여성, 아동용 실내 및 실외 의류를 다양하게 갖추고 있다.

### 신발
살로몬은 다양한 활동을 위한 신발을 보유하고 있지만 스키, 스노보딩, 하이킹, 트레일 러닝과 같은 야외 활동용 신발을 전문으로 한다. 살로몬 하이킹 신발은 야외 스포츠를 염두에 두고 디자인되었지만, 2023년 패션 업계는 XT-6 트레일 러닝화를 올해의 필수 스니커즈 중 하나로 채택했다. 벨라 하디드, 헤일리 비버, 에밀리 라타이코프스키와 같은 유명 인사들이 이 신발을 착용한 모습이 포착되었다. 살로몬 신발은 유틸리티적이고 실용적인 아웃도어 의류 스타일에 초점을 맞춘 패션 미학인 고프코어 덕분에 인기가 높아졌다.

### 스포츠 액세서리
살로몬은 스키, 스노보딩, 하이킹, 로드 러닝, 트레일 러닝을 위한 스포츠 액세서리를 생산한다. 보드, 바인딩, 가방, 고글, 보호 장비, 장갑, 양말, 모자, 심지어 플라스크 및 물병과 같은 다양한 액세서리를 보유하고 있다.

## 같이 보기
- 몽클레르, 스톤 아일랜드, 캐나다 구스, 그리고 아크테릭스
- 스트리트웨어, 미니멀리즘 패션, 그리고 고프코어
- 아웃도어 산업 모회사 목록